# Wadern (Ort)
Wadern ist gemessen an der Einwohnerzahl der zweitgrößte Stadtteil der Stadt Wadern im Landkreis Merzig-Wadern im Saarland. Er befindet sich im moselfränkischen Sprachraum. Der Stadtteil ist Verwaltungssitz der Stadt Wadern. Der Ort liegt im Schwarzwälder Hochwald. 

## Geographie

### Ortsteile

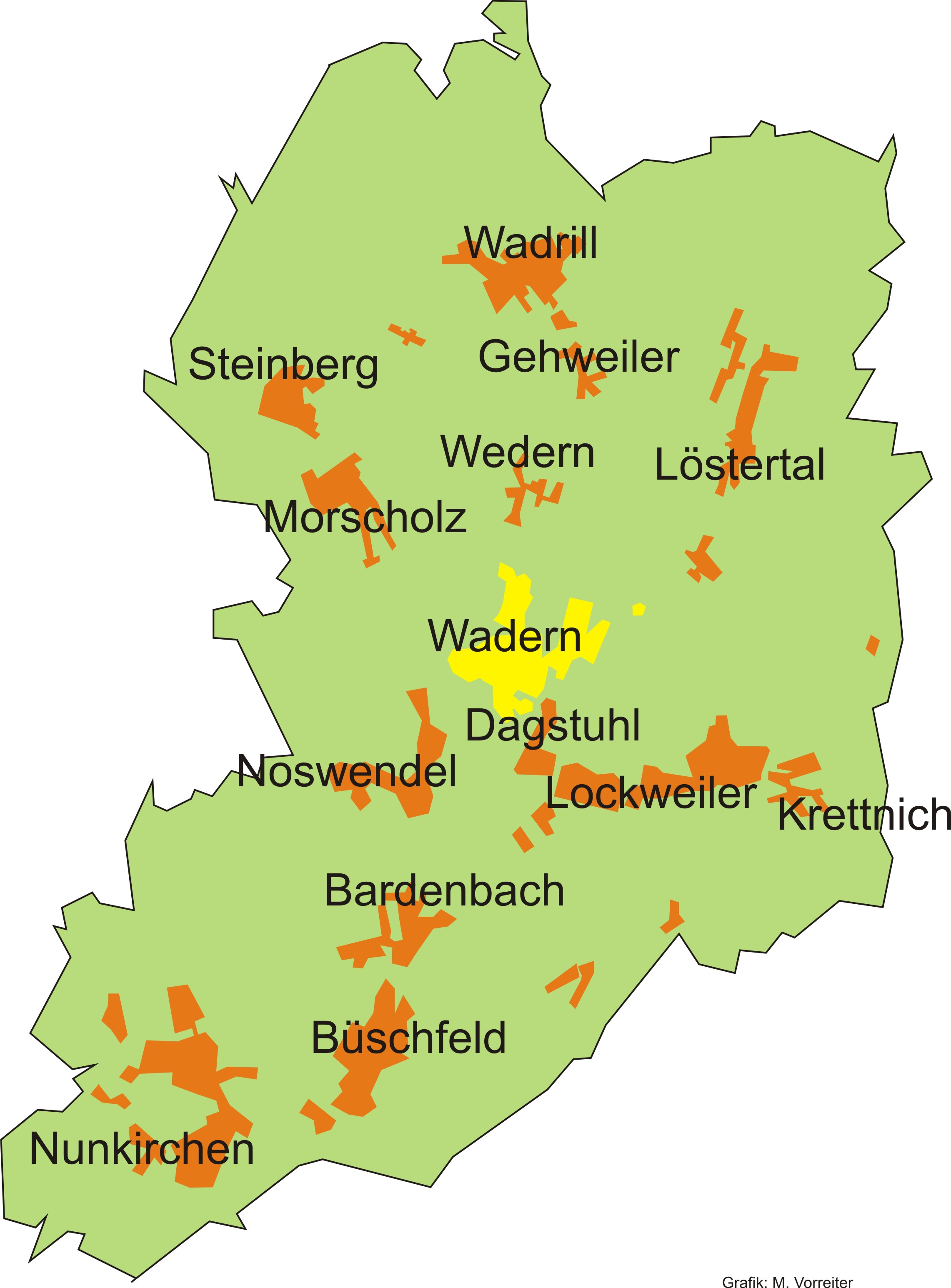
Lage des Stadtteils Wadern in der Stadt Wadern

Zum Stadtteil Wadern gehört die kleine Ortschaft Niederlöstern. Dort befindet sich die 1783 errichtete Quiriakus-Kapelle.

## Geschichte

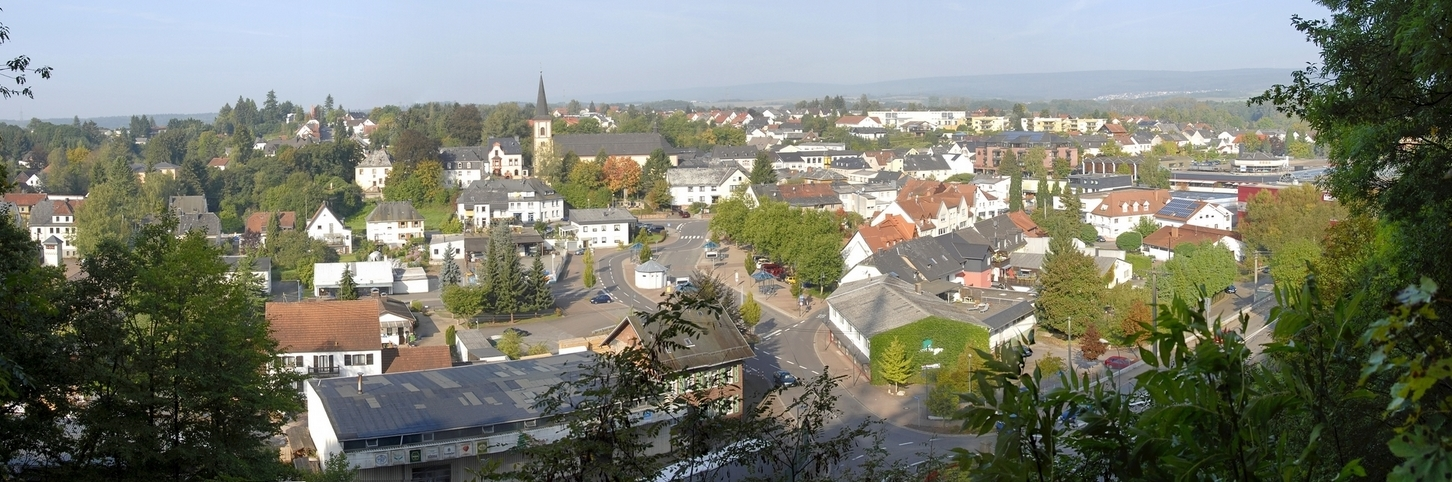
Blick auf Wadern: Der Zentralort beherbergt unter anderem die Verwaltung der Stadt Wadern.

Wadern wird zum ersten Mal im Jahre 950 in Verbindung mit der Abtei Mettlach urkundlich erwähnt. Kultstein-Menhire im Fundament des Kirchturms sowie der Ursprung des Ortsnamens sind Zeugnisse für eine Besiedlung in der Keltenzeit. Ab dem Mittelalter bildeten zwölf freie Stockbauern die Grundlage für den späteren Ort. 
Die Geschichte Waderns ist auch eng verbunden mit der Geschichte der Geschlechter von Burg und Schloss Dagstuhl. Insbesondere war es Graf Joseph Anton von Oettingen-Sötern, der im 18. Jahrhundert Wadern zu einem wirtschaftlichen Aufstieg verholfen hat. 1770 ließ er den Marktplatz erbauen und führte das Marktrecht ein.  Noch heute finden am letzten Mittwoch jeden Monats (Ausnahme August und Dezember) große Monatsmärkte und jeden Freitag Frischmärkte auf dem Marktplatz statt. 
Wadern gehörte bis zum Ende des Ersten Weltkrieges dem Kreis Merzig an, der bis dahin Teil des preußischen Regierungsbezirks Trier war. Der Kreis Merzig wurde im Jahre 1920 nach den Bestimmungen des Versailler Vertrages dem unter Völkerbundsverwaltung stehenden Saargebiet zugewiesen – mit Ausnahme der Hochwaldgemeinden (Amtsbezirke Wadern, Losheim und Weiskirchen), die unter der Bezeichnung Restkreis Merzig weiter beim Regierungsbezirk Trier verblieben. Die landrätliche Verwaltung des „Restkreises“ befand sich in Wadern. Nach dem Zweiten Weltkrieg verfügte Frankreich die Zugehörigkeit Waderns zu dem unter französischem Einfluss stehenden neu gebildeten Saarland.
Am 1. Januar 1957 wurde das Saarland und damit auch Wadern wieder ein Teil Deutschlands. Der wirtschaftliche Anschluss an die Bundesrepublik erfolgt allerdings erst am 6. Juli 1959.
Im Rahmen der saarländischen Gebiets- und Verwaltungsreform wurde am 1. Januar 1974 die bis dahin eigenständige Gemeinde Wadern aufgelöst und der neuen Gemeinde, ab 1978 Stadt Wadern zugeordnet.
Als Zentralort der Gesamtstadt Wadern und Sitz der Verwaltung kommt dem Stadtteil Wadern eine besondere Bedeutung zu. Insbesondere durch die Sanierung der Ortsmitte wurde Wadern zum Zentrum für Handel, Gewerbe und Dienstleistungen des Hochwaldes. Der Ort verfügt als schulischer Zentralstandort über ein umfassendes Ausbildungsangebot.

## Politik

### Ortsrat
Ergebnisse der Ortsratswahlen vom 9. Juni 2024:
- ProHochwald: 38,59 %, 5 Sitze
- CDU: 24,77 %, 3 Sitze
- SPD: 27,48 %, 3 Sitze

### Ortsvorsteher
Seit der Gebietsreform 1974:
- Alois Biwer (1974 bis 1977)
- Klaus Meier (1977 bis 1991)
- Egon Kläser (1991 bis 1994)
- Helmut Turner (1994 bis 2014)
- Stephan Regert (2014 bis 2021)
- Christoph Kaub (ab 2021)

### Wappen
Blasonierung: „Rotes Schildhaupt, darin ein goldener Merkurhelm. In Gold eine rote Wolfsangel, beseitet von zwei roten Hirschstangen eines Zwölfenders.“
Das Wappen – entworfen von Alois M. Peter – beschreibt mit dem Merkurhelm Wadern als Wirtschaftszentrum im westlichen Hochwald, mit dem Hirschgeweih die Landwirtschaft als Erwerbsquelle und durch die Wolfsangel die Grundherrschaft der Herren von Dagstuhl, insbesondere des Grafen Joseph Anton von Oettingen-Sötern, der eine Wolfsangel im Wappen führte.

## Kultur und Sehenswürdigkeiten

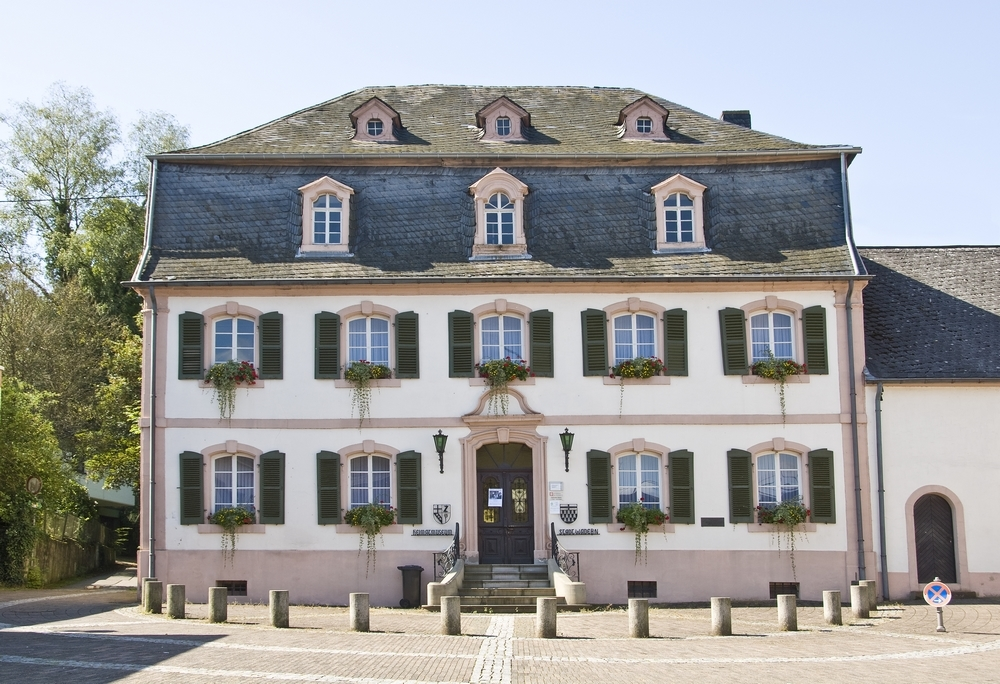
Das Oettinger Schlösschen beherbergt heute das Stadtmuseum der Stadt Wadern

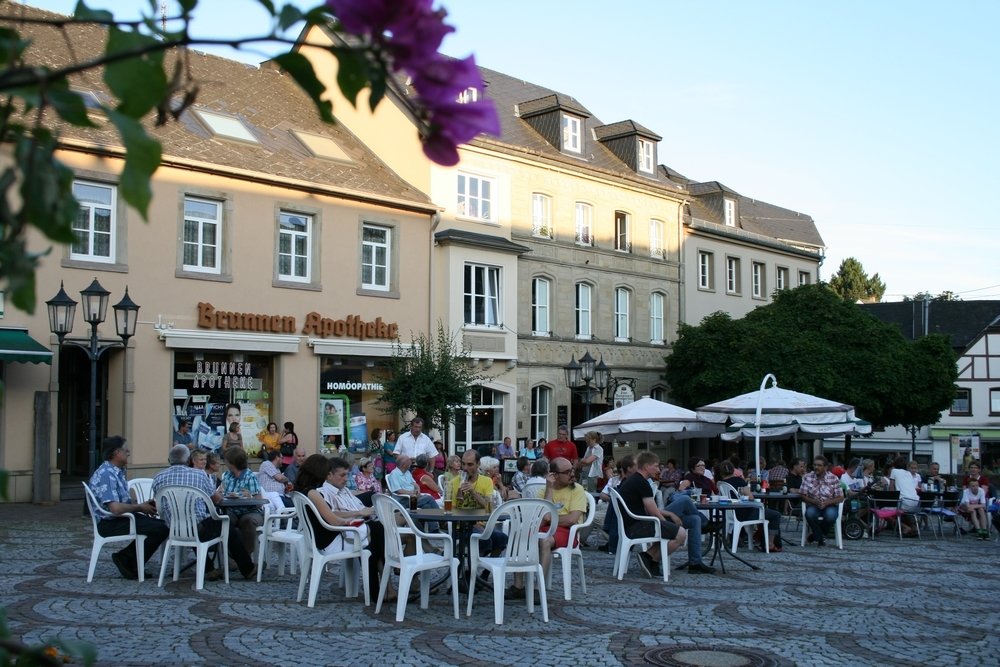
Wadern hält einen typischen Marktplatz vor. Eine Seltenheit im nördlichen Saarland

Die nachbarocke Saalkirche „Allerheiligen“ im Zentrum von Wadern wurde 1817 erbaut.  Die Kirche wurde an der Stelle eines baufällig gewordenen Vorgängerbaus errichtet. Der Turm der Vorgängerkirche blieb stehen und wurde in den Neubau miteinbezogen.
Die evangelische Kirche wurde 1896 eingeweiht und 1965 erweitert. In den Jahren 1966/67 folgte die Errichtung des frei stehenden Glockenturmes sowie der heutigen Sakristei. Letztere wurde bei einer weiteren grundlegenden Renovierung der Kirche 1993/94 erweitert.
Sehenswert ist in Wadern auch das barocke im Jahr 1759 von Graf Josef Anton von Oettingen-Sötern erbaute Oettinger Schlösschen. Es diente zunächst als Wohnhaus für die Gräfin Christiane von Schwarzburg-Sondershausen. Heute befindet sich im Schlösschen das Stadtmuseum der Stadt Wadern mit dem Sitzungssaal des Stadtrates. Dieser wird auch für Wechselausstellungen des Museums genutzt.

### Veranstaltungen
- Stadtfest "Waderner Maad" im Juni
- Laurentius-Kirmes im August
- Hochwälder Kartoffeltage im Oktober
- Waderner Herbst im Oktober
- Waderner Wildmarkt im Rahmen der Hochwälder Wildwoche im November
- Weihnachtsmarkt am Samstag vor dem 1. Advent
- Rosenmontags-Umzug (alle drei Jahre, Wechsel mit Lockweiler und Wadrill)

### Vereine
Die wichtigsten Vereine sind in alphabetischer Reihenfolge:
- Deutsche Lebens-Rettungs-Gesellschaft e. V.
- Deutsches Rotes Kreuz Ortsverein Wadern e.V.
- Elisabethenverein Wadern
- Katholische Frauengemeinschaft
- Katholischer Kirchenchor Cäcilia
- KG 1897 Wadern
- Kneippverein e.V. Wadern
- Obst- und Gartenbauverein Wadern
- Reisemobilclub Wadern
- Schachverein Turm Wadern
- Schützenverein Diana Wadern
- Technisches Hilfswerk Ortsverband Wadern
- TuS 09 Wadern

## Wirtschaft und Infrastruktur
Wadern kommt als Sitz der Stadtverwaltung der Stadt Wadern die Funktion des Zentralorts des Mittelzentrums zu. Kennzeichnend hierfür sind viele Einrichtungen, die überörtliche Funktion haben. Zu nennen sind hier insbesondere das Amtsgerichts, die Agentur für Arbeit und das Gesundheitsamt, eine Polizeiinspektion, verschiedene Banken, eine Krankenkasse, ein Altenwohn- und Pflegeheim, mehrere Zweigstellen des Landratsamtes, ein Notariat und mehrere Apotheken. Ein großes Einkaufszentrum wird flankiert von vielen kleineren Geschäften und Dienstleistern. Im Stadtteil befinden sich auch das Hallen- bzw. das Freibad der Stadt Wadern. 

### Medien
- Saarbrücker Zeitung
- Wochenspiegel Hochwald
- Amtliches Bekanntmachungsblatt der Stadt Wadern

### Erziehungs- und Bildungseinrichtungen
- Kath. Kindertageseinrichtung „Die Arche“ Wadern
- Hochwald-Gymnasium Wadern
- Graf-Anton-Schule (Gemeinschaftsschule)

## Persönlichkeiten, die mit Wadern verbunden sind
- Nikolaus München (1794–1881), Kölner Dompropst, in Wadern geboren
- Hermann Ludwig (1858–1931), Bürgermeister von Neunkirchen (Saar), in Wadern geboren
- Josef Schmitt (1921–1996), Politiker, Mitbegründer des CDU-Kreisverbands Wadern, starb in Wadern.
- Heinz G. Schwärtzel (* 1936), Mathematiker und Informatiker. Auf seine Initiative hin wurde das Leibniz-Zentrum für Informatik (LZI) seinerzeit unter dem Namen Internationales Begegnungs- und Forschungszentrum für Informatik (IBFI) in Schloss Dagstuhl eingerichtet.
- Will Danin (1942–2025), Schauspieler, in Wadern geboren
- Wilfried Loth (* 1948), Historiker und Politikwissenschaftler, in Wadern geboren
- Laura Méritt (* 1960), Kommunikationswissenschaftlerin, in Wadern geboren